# Orogeneza alpină

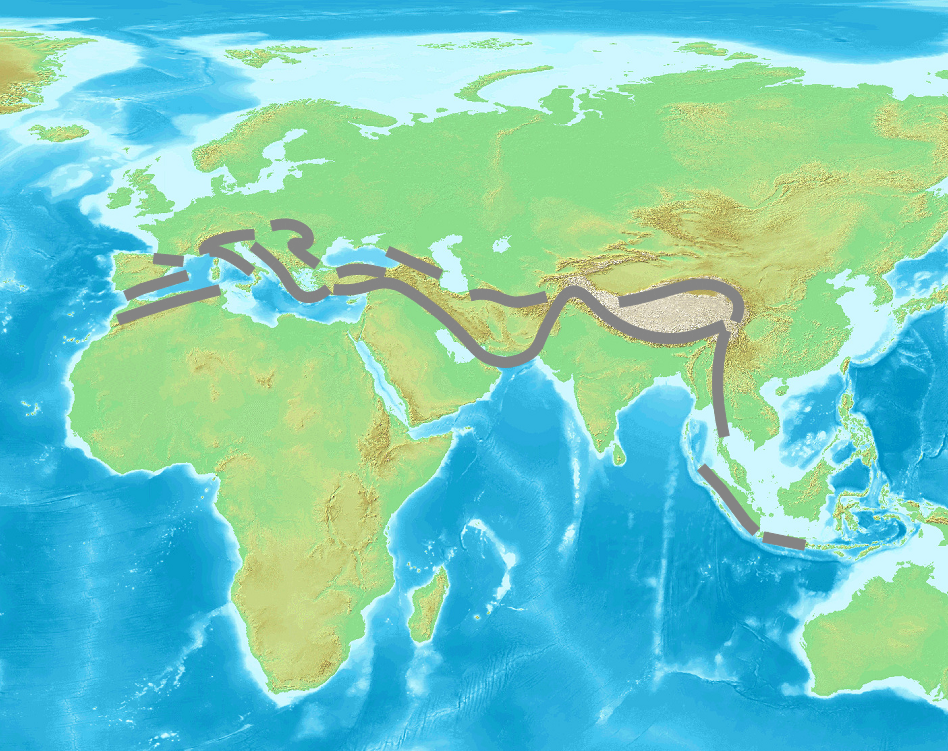
Orogeneza Alpină

Tectonica bazinului mediteranean

Orogeneza alpină se referă la ultima fază geologică de formare a munților în istoria globului pământesc. În această perioadă au luat naștere munții mai tineri. Procesele de orogeneză au avut loc în perioada cretacică, iar faza cea mai accentuată de încrețire cu ridicarea munților actuali a avut loc în perioada târzie a miocenului și ea cuprinde o perioadă între 100 și 150 milioane de ani. Perioada de glaciațiune din pleistocen au influențat mult formele munților, forme care se păstrează și în prezent. Prin aceste procese geologice s-au format munții: 
- Munții Atlas
- Munții Alpi
- Munții Pirinei
- Munții de pe insulele Baleare
- Munții Carpați
- Munții Apenini
- Munții Rodopi
- Munții Balcani
- Munții din Anatolia
- Munții Caucaz
- Munții Hindukush
- Munții Karakorum
- Munții Himalaya.